# Bort-l’Étang
Bort-l’Étang ist eine zentralfranzösische Gemeinde (commune) mit 724 Einwohnern (Stand: 1. Januar 2022) im Département Puy-de-Dôme in der Region Auvergne-Rhône-Alpes. Die Gemeinde gehört zum Arrondissement Thiers und zum Kanton Lezoux (bis 2015: Kanton Billom).

## Lage
Bort-l’Étang liegt etwa 26 Kilometer östlich von Clermont-Ferrand am Fluss Litroux. Umgeben wird Bort-l’Étang von den Nachbargemeinden Saint-Jean-d’Heurs im Norden, Peschadoires im Nordosten, Néronde-sur-Dore im Osten und Nordosten, Sermentizon im Osten und Südosten, Neuville im Süden, Glaine-Montaigut im Südwesten, Ravel im Westen sowie Lezoux im Nordwesten.

## Bevölkerungsentwicklung
| Jahr                       | 1962 | 1968 | 1975 | 1982 | 1990 | 1999 | 2008 | 2013 |
| Einwohner                  | 466  | 412  | 412  | 397  | 409  | 445  | 548  | 618  |
| Quellen: Cassini und INSEE |      |      |      |      |      |      |      |      |

## Sehenswürdigkeiten

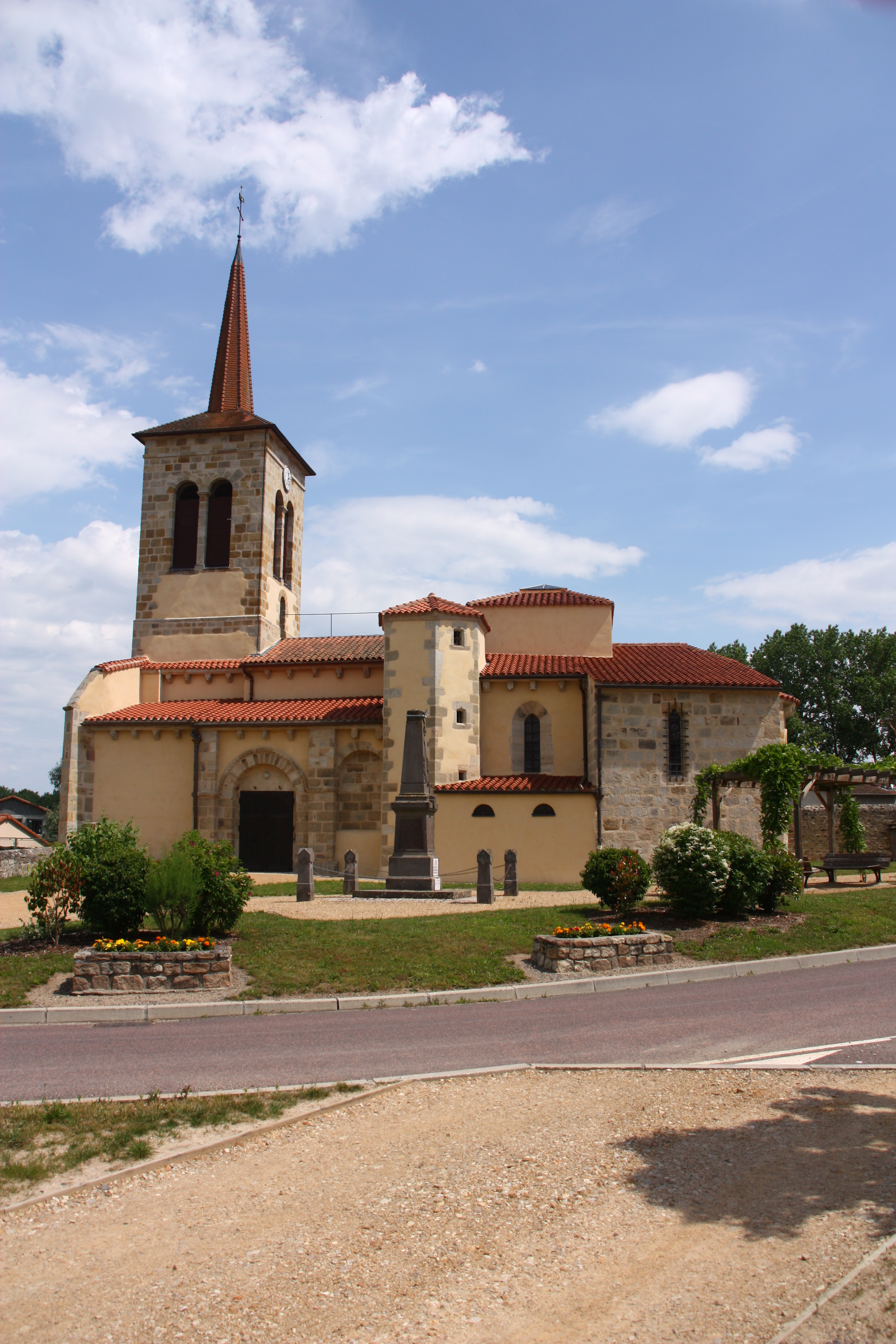
Kirche Saint-Pourçain

- Kirche Saint-Pourçain